# FAM210B
FAM210B (англ. Family with sequence similarity 210 member B) – білок, який кодується однойменним геном, розташованим у людей на короткому плечі 20-ї хромосоми. Довжина поліпептидного ланцюга білка становить 192 амінокислот, а молекулярна маса — 20 424.
| 10         |  | 20         |  | 30         |  | 40         |  | 50         |
| ---------- |  | ---------- |  | ---------- |  | ---------- |  | ---------- |
| MAGLLALLGP |  | AGRVGARVRP |  | RATWLLGATA |  | PCAPPPLALA |  | LLPPRLDARL |
| LRTARGDCRG |  | HQDPSQATGT |  | TGSSVSCTEE |  | KKQSKSQQLK |  | KIFQEYGTVG |
| VSLHIGISLI |  | SLGIFYMVVS |  | SGVDMPAILL |  | KLGFKESLVQ |  | SKMAAGTSTF |
| VVAYAIHKLF |  | APVRISITLV |  | SVPLIVRYFR |  | KVGFFKPPAA |  | KP         |

A: Аланін

C: Цистеїн

D: Аспарагінова кислота

E: Глутамінова кислота

F: Фенілаланін

G: Гліцин

H: Гістидин

I: Ізолейцин

K: Лізин

L: Лейцин

M: Метіонін

P: Пролін

Q: Глутамін

R: Аргінін

S: Серин

T: Треонін

V: Валін

W: Триптофан

Локалізований у мембрані.